# 平成12年台風第3号
平成12年台風第3号（へいせい12ねんたいふうだい3ごう、アジア名：Kirogi、フィリピン名：Ditang）は、2000年7月に東日本に接近し、各地に大雨による被害を出した台風である。

## 概要

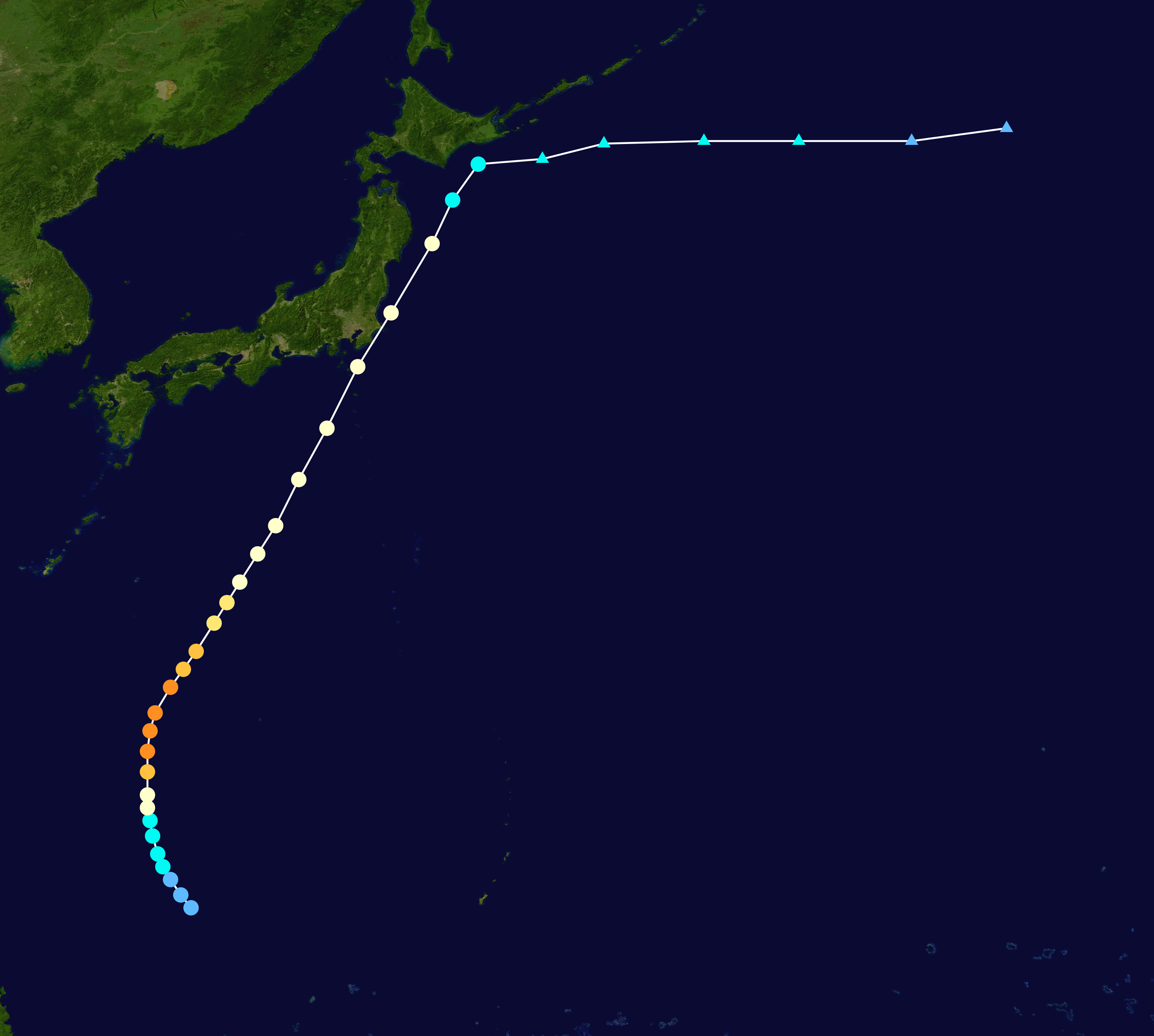
進路図

2000年6月30日にフィリピンの東の海上で形成が始まり、7月2日には熱帯低気圧へと成長。合同台風警報センター（JTWC）は熱帯低気圧番号05Wを与えた。05Wは3日15時（協定世界時3日6時）に北緯16度2分・東経131度8分地点で台風3号となり、アジア名「キロギー（Kirogi）」と命名された。命名国は北朝鮮で、「雁」を意味する。なお、フィリピン大気地球物理天文局（PAGASA）はこの台風について、フィリピン名「ディタン（Ditang）」と命名した。台風は勢力を強めながら北北東に進み、3日から5日にかけての48時間で中心気圧が50hPa低下。その後も強い勢力を保ったたまま日本列島に接近し、7日から8日にかけて関東地方に最接近し、8日早朝には伊豆諸島の八丈島と三宅島の間を通過。さらに房総半島の東海上を北上した。台風はその後も北北東へ進み、9日6時（協定世界時8日21時）に北海道の東海上（北緯42度1分・東経145度7分）で温帯低気圧に変わり、10日に消滅した。

## 影響・被害
この台風によって、7日から8日を中心に関東地方から東北地方の太平洋側を中心に大雨となり、東京都伊豆大島の大島町で期間の総雨量416mm、24時間雨量412mmを観測したほか、伊豆諸島や関東地方南部で200mm前後の大雨に見舞われた。また東北地方の太平洋側でも、宮城県雄勝町（現在の石巻市雄勝）で8日に日降水量357mmを観測するなど、300mm前後の大雨が降った。台風の中心部が通過した伊豆諸島では、八丈島で最大風速24.5m/s（最大瞬間風速49.3m/s）、三宅島で最大風速21.8m/s（最大瞬間風速41.4m/s）などの暴風となった。
一方で3日から5日にかけて、寒気を伴なった気圧の谷が上空を通過しため大気の状態が不安定となり、全国的に雨が降ったが、特に東北地方南部から関東地方にかけて、雷を伴う大雨となった所があった。
この台風により、1人が死亡・7人が負傷したほか、住家の損壊36棟・住家の浸水2,713棟などとなり、被害総額は38億円となった。
栃木県日光市のいろは坂では、第二いろは坂の側壁が崩落する土砂災害が発生したため、第二いろは坂を通行止めにした上で第一いろは坂を片側交互通行とする交通規制が敷かれた。